# No Reflection
No Reflection è il primo singolo estratto dall'ottavo album in studio dei Marilyn Manson, Born Villain. È stato pubblicato sotto le etichette Cooking Vinyl e Hell, ecc. il 13 marzo 2012, esclusivamente su iTunes Store. Il 20 marzo, il brano è stato reso disponibile anche su Amazon, mentre il 21 aprile è stato pubblicato in edizione limitata su vinile bianco, disponibile esclusivamente nel Regno Unito ed in Europa per celebrare il Record Store Day. Per promuovere il singolo è stato pubblicato un videoclip diretto da Lukas Ettlin, nel quale compare l'attrice Roxane Mesquida. Il video ha debuttato il 4 aprile 2012 sul canale VEVO ufficiale dei Marilyn Manson su YouTube.

## Storia
Descrivendo Born Villain, Manson disse: "Il nuovo disco ha l'ambizione e la determinazione di come ho iniziato a far musica prima di tutto. Suona come il primo disco in cui non ho paura di fare nulla. Ho dovuto eliminare me stesso dal mio stile di vita ed iniziare con freschezza", citando il motivo del suo "nuovo suono/stile" nel far musica. Grade Music World ha descritto No Reflection come "una canzone dark e cupa che ha Marilyn Manson timbrato ovunque, dal dissonante stridio industrial e riff annuente, al suo annuncio di "qualcosa di violento in arrivo". La minaccia nella voce del cantante è un segnale certo che forse sia tornato al suo meglio. Il singolo è stato pubblicato online il 13 marzo 2012, mentre un'edizione limitata in vinile bianco da 7", pubblicata per celebrare il Record Store Day, è uscita nel Regno Unito e in Europa il 21 aprile, strettamente limitata a sole 1500 copie, contenente la versione album sul lato A e la versione radiofonica sul lato B.

## Composizione
Il brano è essenzialmente una traccia industrial metal ed inizia con un beat incalzante, a cui si aggiungono improvvisamente delle sequenze di chitarra molto ritmate, mentre Manson sussurra "Oh, ah ah ah ah/Oh, ah ah ah ah, oh" (questo riff si ripete per altre tre volte prima di approdare al bridge). A questo punto, inizia il bridge e poi il ritornello, in cui Manson canta "I don't know which me that I love, got no reflection". Il resto della canzone è basato sul riff di chitarra iniziale, che si interrompe solo durante il break, durante il quale Manson canta "You don't even want to know what I'm gonna do to you". Il brano termina con il ritornello, che vede le parole "No reflection" ripetersi per altre due volte prima di terminare con l'espressione "I got no reflection". Si pensa che il brano parli di un vampiro ("Got no reflection") che non si fa scrupoli nell'infierire sulle sue vittime ("This will hurt you worse than me"). Manson disse successivamente di essere stato influenzato da gruppi come Killing Joke, Joy Division, Revolting Cocks, Bauhaus e Birthday Party.

## Accoglienza

### Critica
La canzone è stata recensita positivamente dal portale Loudwire.com, che ha assegnato al brano un punteggio di 4 stelle su 5, dicendo: "Possiamo definire "No Reflection" come un ritorno al passato, dato che ricorda alcuni dei migliori pezzi di "Antichrist Superstar". Loudwire lanciò anche un sondaggio attraverso il quale i lettori del portale potevano dare un voto alla canzone. Il brano ha mantenuto una buona popolarità, ricevendo da parte dei fan numerosi voti e commenti positivi. Fino alla data del 10 marzo, solo il 4,35% dei votanti aveva bocciato la canzone. Anche su YouTube il brano ha ottenuto un buon successo. Cooking Vinyl postò il brano su YouTube l'8 marzo 2012 e nelle prime 48 ore, No Reflection ricevette circa 60.000 visualizzazioni e quasi zero "non mi piace". La canzone ha ricevuto molti commenti positivi anche dai fan di Marilyn Manson, che in alcuni casi hanno definito questo singolo come il miglior lavoro di Manson da molto tempo. Kyle Anderson di Entertainment Weekly recensì il brano dicendo: "Ma No Reflection è la strada del ritorno per Manson, sia l'uomo che la band? Le chitarre sono ancora potenti, il ritmo ancora propulsivo ed il ritornello abbastanza melodico. Non raggiunge il prestigio di grandi hit come The Beautiful People o The Dope Show ma è vicina a come Manson ha suonato per anni". Michael Roffman di Consequence of Sound recensì positivamente il brano e disse: "Le sue sbuffanti distorsioni da svenimento offrono onde sonore in abbondanza per far volare Manson. Gli entusiasti dell'industrial che ancora desiderano i Nine Inch Nails o la gloriosa era dei Ministry troveranno conforto qui". Brett Warner disse che "la canzone è un business hard rock tintinnante di gotico abbastanza godibile".

## Il video

### Storia ed accoglienza
Un videoclip diretto da Lukas Ettlin è stato pubblicato per promuovere il singolo. Manson disse durante un'intervista a NOVA di inizio 2012, mentre si trovava in Australia per il suo tour, che il video avrebbe incluso scene girate con "tecnologie mai utilizzate prima", affermando di avere un amico che "lavora per National Geographic". Il videoclip vede la presenza di Roxane Mesquida, apparsa nel film di Quentin Dupieux del 2010 Rubber, che Manson definì come il suo film preferito tra quelli usciti quell'anno. Il 19 febbraio 2012 Mesquida pubblicò sul suo profilo Twitter la foto di un pollo arrosto su un piatto da portata, aggiungendo la didascalia "Shooting Marilyn Manson new music video :)". Il video ha debuttato il 4 aprile 2012 sul profilo VEVO dei Marilyn Manson su YouTube.
Il videoclip è stato accolto con critiche positive. Perez Hilton commentò dicendo: "È tutto ciò che ci aspettiamo da un video di Manson: tagli duri, molto trucco gotico e immagini disturbanti in quantità!". Sara Gates dell'Huffington Post disse: "Marilyn Manson non ha mai avuto l'abitudine di deludere con un videoclip orrorificamente dark e violento". Brett Warner di Ology disse: "È più che una semplice chiacchiera il fatto che Manson sia più inquietante oggi senza trucco, non pensate? NME ha educatamente optato per definirlo come "controverso", ma si sa, Manson ha perso seriamente la grazia di Dio se il fatto di avvelenare un tavolo da cena pieno di ragazze apparentemente appena maggiorenni risulta essere "banale". Giudicata per i suoi meriti, la canzone è un business hard rock tintinnante di gotico abbastanza godibile—è il motivo per cui le brevi scene di performance riescono almeno a brillare più delle scene di mutandine e sangue vomitato". Si tratta inoltre di uno dei soli quattro videoclip in cui Manson appare senza trucco, il primo dai tempi di Tourniquet, datato 1997.

### Trama
Il video inizia con l'immagine di una colonna. Un liquido non meglio identificato inizia a scendere dai muri. Quando la scena cambia, Manson sta suonando la chitarra in un posto pieno d'acqua. Nella scena successiva, Manson siede dietro la sua presunta moglie, facendo una sorta di "selezione" tra diverse donne. Per alcuni secondi tra le scene, si può vedere che queste donne sono sedute e che lo strano liquido che cadeva dai muri raggiunge i loro piedi nella stanza che sembra essere una sala da pranzo. Manson inizia a manipolarle e si siede a capotavola insieme a sua "moglie", apre un libro e una delle ragazze da lui scelte inizia a versare uno strano liquido nei bicchieri, simile a quello visto scendere dai muri all'inizio, simulando una cena.
Ci sono poi scene di Manson che canta davanti alla telecamera mentre il resto della band suona sullo sfondo. Manson, sua moglie e le altre donne ridono, scherzano e bevono lo strano liquido. Quando il cantante inizia a leggere il libro aperto poco prima, le donne iniziano ad avere strani comportamenti. Manson si alza, blocca la porta, e per pochi secondi si vede la band suonare la canzone in un posto pieno d'acqua. Al cambio di scena, si torna nella stanza e tutti si tengono per mano. Le ragazze scelte da Manson sono impaurite perché il liquido arriva ai loro piedi e continua a scendere dai muri; contemporaneamente, loro iniziano a "vibrare". L'interprete cerca di calmarle. Legge uno stralcio del libro ed il tavolo inizia a levitare. Mentre le ragazze vomitano ciò che avevano mangiato poco prima, soffrendo, la cucina prende fuoco e le ragazze cominciano a distruggere tutto ciò che c'è nella stanza. Manson resta seduto con sua "moglie" e nella scena successiva, lei beve i rimasugli della strana bevanda. Il cantante cerca invano di salvarla. La abbraccia e la bacia e poi la annega nel bagno. Mentre sta annegando, lei inizia a vomitare come avevano fatto le altre ragazze, prima di morire. Il videoclip termina mostrando Manson che fa ritorno alla sala da pranzo, dove tutte le altre donne sono morte, aggiustandosi la giacca. Quando la telecamera taglia, Manson è scomparso dalla stanza, mentre tutti gli altri corpi sono ancora sul pavimento. La sua fuga sembrerebbe comunque impossibile, dato che la porta è ancora bloccata.

## Tracce
Testi di Marilyn Manson, musiche di Marilyn Manson e Ramirez.
Singolo digitale iTunes
1. No Reflection (album version) – 4:36

Singolo in vinile da 7" - Regno Unito ed Europa
1. No Reflection (album version) – 4:36
2. No Reflection (radio edit) – 3:31

## Classifiche
| Classifica (2012)                           | Posizione massima |
| ------------------------------------------- | ----------------- |
| Canada Active Rock (America's Music Charts) | 30                |
| US Mainstream Rock Songs (Billboard)        | 27                |
| US Hard Rock Digital Songs (Billboard)      | 21                |
| US Active Rock (Billboard)                  | 23                |
| Argentina Rock & Pop (Ranking Rock & Pop)   | 25                |